# تفسیر محیط‌الاعظم
المحیط الاعظم و البحر الخضم فی تأویل کتاب الله العزیز المحکم، تفسیری است نوشته میر حیدر آملی از علمای شیعه قرن هشتم که در میان سالهای ۷۷۷ تا ۷۸۱ تالیف کرده است. 
وی در زمینه تفسیر از فخرالمحققین حلی کسب علم کرده است. 

## منبع ها
1. ↑  «آشنايی با تفاسير/ «المحيط الاعظم و البحر الخضم»». وبگاه مجتمع آموزش علوم اسلامی کوثر. بایگانی‌شده از اصلی در ۸ آوریل ۲۰۱۴.
2. ↑  ««سيدحيدر آملی و تفسير محيط الاعظم» به چاپ رسيد». خبرگزاری قرآنی ایران.[پیوند مرده]
3. ↑  «سیدحیدر آملی و تفسیر قرآن». نورپرتال.[پیوند مرده]
4. ↑  «شيوه‌ هاي‌ علامه‌ سيدحيدر آملي‌ (1) در تفسير قرآن‌». دانشنامه موضوعی قرآن. بایگانی‌شده از اصلی در ۲۷ دسامبر ۲۰۱۳.